# Muhtarophis barani
Muhtarophis barani är en ormart som beskrevs av Olgun, Avcı, Ilgaz, Üzüm och Yılmaz 2007. Muhtarophis barani är ensam i släktet Muhtarophis som ingår i familjen snokar. Inga underarter finns listade i Catalogue of Life.
Arten förekommer i södra delen av Nurbergen (även känd som Amanosbergen) i södra Turkiet. Exemplar hittades vid 1300 meter över havet. De lever i klippiga områden med buskar intill bergsskogar. Individerna gräver i marken. Fortplantningssättet är okänt.
Denna orm är mycket sällsynt. IUCN kategoriserar arten globalt som otillräckligt studerad.